# Gekko aaronbaueri
Gekko aaronbaueri es una especie de gecos de la familia Gekkonidae.

## Distribución geográfica yhábitat
Es endémica del centro de Laos. Su rango altitudinal oscila entre 150 y 200 m s. n. m..